# Mały Staw Bystry
Mały Staw Bystry (słow. Malé Bystré pleso) – nieduży staw (oczko wodne) w Dolinie Bystrej w słowackich Tatrach Zachodnich. Znajduje się w najwyższym piętrze tej doliny, pod południowymi zboczami Bystrej i wschodnimi grzędy Garbate odchodzącej od Małej Bystrej. Jest najmniejszym z grupy Bystrych Stawów (nie biorąc pod uwagę okresowo wysychających oczek wodnych). Znajduje się na dnie kotła lodowcowego, na wysokości około 1875 m n.p.m. Ma powierzchnię 0,02 ha i głębokość 0,5 m. Na tym samym dnie kotła, blisko siebie, znajdują się jeszcze dwa inne stawy: Wielki Staw Bystry i Długi Staw Bystry. Mały Staw znajduje się pomiędzy nimi, z dala od zboczy grzędy Garbate. Otoczenie stawów to pofałdowany teren morenowy wypełniony rumowiskiem głazów granitowych, miejscami tylko porastających niską murawą.
Stawy te badane były przez Jerzego Młodziejowskiego w 1935. Naukowcy czechosłowaccy po II wojnie światowej dokonali powtórnego ich pomiaru.
Stawy nie są udostępnione turystycznie. Znajdują się w pewnej odległości od szlaku prowadzącego przez Dolinę Bystrą i są niewidoczne z jej dna; widać je dopiero ze zboczy wschodniej grani Bystrej.